# Huey P. Newton
Pour les articles homonymes, voir Newton.
Huey Percy Newton, né le 17 février 1942 à Monroe (Louisiane) et mort assassiné le 22 août 1989 à Oakland (Californie), est un américain connu pour être avec Bobby Seale le cofondateur du Black Panther Party for Self Defense devenu le Black Panther Party en 1966, créé selon ses statuts pour venir en aide aux Afro-Américains les plus démunis. Parti dont il est également le théoricien.
Huey P. Newton est également connu pour ses débats avec Erik Erikson à l'université Yale au sujet des théories de la révolution, donnant ainsi la voix à la communauté afro-américaine.
En 1968, il est investi par le Peace and Freedom Party comme candidat au Congrès des États-Unis.
En 1968 il est accusé du meurtre de John Frey, mais il est finalement acquitté en mai 1970. Après une visite en Chine de 1971, où il rencontre Zhou Enlai, le premier ministre chinois, et Jiang Qing, la femme de Mao Zedong, il retourne aux États-Unis où il est à nouveau accusé d'homicide volontaire envers une adolescente de dix-sept ans, Kathleen Smith, il part alors se réfugier à Cuba. Il retourne aux États-Unis en 1977 pour y être jugé, mais à la suite de l'assassinat des témoins il est acquitté. En 1982, il dissout le Black Panther Party.
Durant la dernière décennie de sa vie, il sombre dans l’alcoolisme et la drogue, il est retrouvé gisant dans une mare de sang sur un trottoir, abattu par Tyrone Robinson membre de la Black Guerrilla Family, à la suite d'une bagarre concernant un trafic de drogue.

## Biographie

### Jeunesse et formation
Huey Percy Newton, né le 17 février 1942 à Monroe, en Louisiane, est le septième fils de Walter Newton, un fermier et prédicateur baptiste, et d'Armelia Newton. Son père l'a prénommé Huey en hommage à l'ancien gouverneur de Louisiane, Huey Long, qu'il appréciait en raison de ses « efforts populistes en faveur des citoyens ordinaires de l'État, qui ont apporté des écoles gratuites, des routes pavées et des emplois aux Noirs »,,.
Le comté de Ouachita, dont Newton est originaire, se démarque par de nombreuses violences perpétrées à l'encontre des personnes noires depuis l’ère dite de la Reconstruction. On y compte 37 lynchages entre 1877 et 1950, ce qui la place en cinquième position des comtés du Sud des États-Unis en termes de lynchages de personnes noires.
En 1945, la famille Newton déménage à Oakland, en Californie, dans le cadre de la Seconde Grande migration afro-américaine lors de laquelle de nombreuses familles africaines-américaines du Sud des États-Unis déménagent sur la côte Ouest. Les Newton sont très proches mais également pauvres ; ils doivent régulièrement changer de logement dans la région de la baie de San Francisco pendant l'enfance de Huey, mais ne sont jamais privés de toit ni de nourriture. Pendant son adolescence, Newton est arrêté plusieurs fois pour différentes infractions, dont la possession d'armes à feu et des actes de vandalisme alors qu'il a 14 ans. Dans son autobiographie, il racontera plus tard que son enfance à Oakland visait à lui faire « avoir honte d'être Noir ».
En 1959, il termine sa formation secondaire à l'Oakland Technical High School (en), malgré son inculture, il est admis au Merritt College (en) où il obtient le diplôme d'Associate degree (qui valide deux années universitaire).
En 1964, Newton est arrêté pour agression armée après avoir poignardé plusieurs fois un autre homme, Odell Lee, avec un couteau à viande. Il passe six mois en prison
Newton continue à se former, étudiant le droit à l'Oakland City College puis à la San Francisco Law School (en), où il obtient le baccalauréat universitaire (licence) au sein de l'Université de Californie à Santa Cruz. Il continue ses études jusqu'à obtenir, en 1980, un doctorat de philosophie sociale à Santa Cruz,.
Newton adopte ce qu'il appelle un humanisme révolutionnaire. Il s'intéresse à la religion, qu'elle soit chrétienne ou celle de la Nation of Islam dont il visite plusieurs fois des mosquées, mais décide finalement qu'aucun dieu ne répond à ses questions. Après la dissolution des Black Panthers, il rejoindra cependant une église chrétienne. Il soutient également ouvertement l'indépendance de la Palestine.
Sur un plan plus strictement idéologique, il évolue, lors de son activisme au sein du BPP, du nationalisme noir vers l'internationalisme puis théorise l'intercommunalisme révolutionnaire selon une analyse originale de l’impérialisme et du dépérissement des États-nations. Il est dans cette perspective une figure de la Conférence tricontinentale.

### Fondation du Black Panther Party

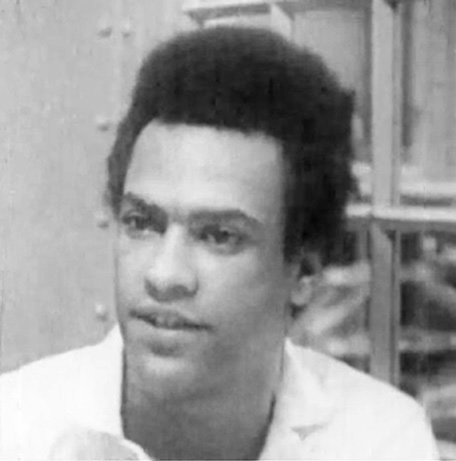

Huey Newton se lance dans la politique dans la baie de San Francisco pendant ses études au Merritt College. Il rejoint l'Afro-American Association et devient un membre important du chapitre Beta Tau de Phi Beta Sigma. Il joue aussi un rôle important dans l'ajout du premier cours d'Histoire des Afro-Américains à l'offre de formation de l'université. Pendant ses études, il lit avec attention Karl Marx, Vladimir Lénine, Frantz Fanon, Malcolm X, Mao Zedong, Émile Durkheim et Che Guevara. C'est également là qu'il rencontre Bobby Seale. Ensemble, ils créent le Black Panther Party for Self Defense (« Parti des panthères noires pour l'auto-défense ») en octobre 1966. Le Black Panther Party est une organisation africaine-américaine de gauche militant pour la légitime défense des Africains-américains aux États-Unis. Newton affirme que les croyances du parti sont fortement influencées par Malcolm X. Le parti se fait connaître par ses actions au sein du mouvement Black Power et de la politique des années 1960 et 1970.
Au sein de ce parti, Seale est nommé président et Newton ministre de la défense. Newton s'est formé à l'histoire des Afro-Américains en suivant les enseignements de Khalid al-Mansour, à l'époque nommé Donald Warden, et président de l'Afro-American Association (en) dont Seale et lui font partie. Il remet ensuite en cause ces préceptes, affirmant que les solutions proposées par Warden ne sont pas viables et écrivant dans son autobiographie que « the mass media, the oppressors, give him public exposure for only one reason: he will lead the people away from the truth of their situation » (« les médias de masse, les oppresseurs, lui accordent l'attention publique pour une seule raison : il éloigne le peuple de la réalité de sa situation »).
Les objectifs politiques du parti incluent un meilleur accès au logement, à l'emploi et à l'éducation pour les afro-américains. Ils sont détaillés dans le programme en dix points, un ensemble de lignes de conduite idéologiques et opérationnelles du parti. L'idée fondamentale du parti est que la violence, ou la peur de la violence, peuvent être essentielles à un changement social. À leurs débuts, les Black Panther patrouillent en Californie, lourdement armés, et observent les arrestations et autres actions policières afin de répondre aux violences policières racistes et récurrentes. En 1967, en réponse à cette surveillance pourtant appréciée par la population, le Parti républicain propose une nouvelle loi pour contrôler l'accès aux armes à feu. Trente militants, dont six femmes, font irruption au Capitole de l'État de Californie armés de la tête aux pieds pour protester contre cette législation, qu'ils accusent d'avoir pour objectif d'empêcher l'auto-défense des Noirs.
Newton recrute des membres dans de nombreux lieux fréquentés par une forte population afro-américaine, en particulier les salles de billard, les campus universitaires et les bars. Lors de ses actions de recrutement, il évoque toujours la légalité de la légitime défense : il estime que les Noirs sont persécutés en partie parce qu'ils ne connaissent pas les institutions sociales qui pourraient les protéger. Dans son autobiographie, il affirme qu'il n'avait aucune idée de ses droits avant d'en faire son sujet d'étude. Newton et les Black Panthers mettent en place des programmes sociaux à Oakland, fondant par exemple l'Oakland Community School qui fournit une éducation gratuite et de qualité à 150 enfants de quartiers pauvres. D'autres programmes incluent des entraînements aux arts martiaux, des soirées dansantes pour adolescents et des distributions de petits déjeuners gratuits pour les enfants pauvres. Il cherche ainsi à transformer la délinquance de rue en violence politique, transformant les activités illicites en programmes sociaux. La superposition des activités positives et des actes illégaux participe cependant à discréditer le parti auprès des Noirs comme des Blancs.

### Meurtre de John Frey
Le 27 octobre 1967, il fait la fête pour célébrer la fin de sa libération conditionnelle, après sa sortie de prison où il purgeait une peine à la suite d'une agression au couteau en 1964. Le 28 octobre, juste avant le lever du soleil, Newton et un ami sont arrêtés par le policier d'Oakland John Frey. Celui-ci, reconnaissant Newton, demande du renfort. À l'arrivée de son collègue Herbert Heanes, des coups de feu sont échangés, Newton et les deux policiers sont blessés.
Heanes rapporte que la fusillade a commencé après l'arrestation de Newton, et un témoin affirme que Newton a tiré sur Frey avec l'arme de ce dernier alors qu'ils se battaient. Aucune arme à feu n'est cependant trouvée sur Frey ou sur Newton. Ce dernier affirme que Frey lui a tiré dessus le premier et qu'il a ensuite perdu connaissance. Pour sa part, John Frey a reçu quatre coups de feu et meurt en moins d'une heure, tandis que Heanes reste dans un état critique avec trois blessures par balle. David Hilliard (en), un membre des Black Panthers, amène Newton à l'hôpital Kaiser d'Oakland, où il est soigné pour une blessure par balle à l'abdomen. Il est menotté à son lit, puis arrêté par la police pour l'homicide de Frey. Un médecin, Thomas Finch, et une infirmière, Corrine Leonard, soignent Newton ; Finch décrit Newton comme « agité » et lui administre un tranquillisant.
En septembre 1968, Newton est accusé d'homicide volontaire sur la personne de John Frey et condamné à 15 ans de prison, mais est libéré au bout de 2 ans : en mai 1970, la cour d'appel de Californie annule la condamnation et ordonne un nouveau procès. Dans les deux procès suivants, le jury n'arrive pas à prendre une décision, certains faisant valoir un doute raisonnable, et le procureur annonce ne pas vouloir tenter un quatrième procès, tandis que la cour supérieure du comté d'Alameda annule tous les chefs d'inculpation.
Le biographe Hugh Pearson affirme que Newton, ivre, se serait vanté d'avoir volontairement tué John Frey quelques heures avant d'être assassiné, mais absolument aucun autre témoignage ne soutient cette thèse.

### Visite en Chine
En 1970, après sa sortie de prison pour le meurtre présumé de John Frey, Newton est invité à visiter la Chine. Apprenant que Richard Nixon veut s'y rendre en 1972, il décide de le devancer et voyage fin septembre 1971 avec deux de ses proches, Elaine Brown et Robert Bay. Il y reste dix jours. À chaque aéroport, il est accueilli par des milliers de personnes ayant apporté leur exemplaire du Petit Livre rouge ; des panneaux indiquent « we support the Black Panther Party, down with US imperialism » (« nous soutenons le Black Panther Party, à bas l'impérialisme américain ») et « we support the American people but the Nixon imperialist regime must be overthrown » (« nous soutenons le peuple américain mais le régime impérialiste de Nixon doit être renversé »). Pendant son voyage, le gouvernement chinois organise sa rencontre avec un ambassadeur de Corée du Nord, un ambassadeur de Tanzanie et des délégations de la République démocratique du Viêt Nam et du Gouvernement révolutionnaire provisoire de la république du Sud Viêt Nam. Il ne rencontre pas Mao Zedong, contrairement à ce qu'il pensait, mais s'entretient deux fois avec Zhou Enlai, le premier ministre chinois, et Jiang Qing, la femme de Mao Zedong.
Il écrit en 1970 une lettre de solidarité avec le mouvement de libération de la femme qui se développe alors.
En 1971, Newton expulse les Panther 21, des cadres du parti sur la côte Est des États-Unis, accusés d'association de malfaiteurs en vue de commettre des actes terroristes.

### Accusations de violence
Le 6 août 1974, quelqu'un tire sur une adolescente de dix-sept ans, Kathleen Smith, qui se prostitue à Oakland. Elle meurt trois mois plus tard des séquelles de sa blessure. D'après le procureur, Newton aurait tiré sur Smith après une discussion lors de laquelle elle l'aurait appelé Baby (« Bébé »), un surnom d'enfance qu'il déteste,. Il est également accusé d'avoir agressé son tailleur, Preston Callins, pour la même raison. Il est libéré sous caution dans ces deux cas. Il s'enfuit alors avec sa petite amie, Gwen Fontaine, à La Havane : ils y restent jusqu'en 1977, évitant les deux procès en attente. Pendant ce temps, Elaine Brown prend la tête du Black Panther Party. En janvier 1977, Jim Jones, le pasteur qui dirige le Temple du Peuple, lui rend visite à La Havane. Newton encourage les membres du Temple à Jonestown en soutenant les « nuits blanches », des simulations de suicide forcé. Son propre cousin, Stanley Clayton, habite à Jonestown.
Newton revient aux États-Unis en 1977 pour y être jugé.
En octobre 1977, trois Black Panthers tentent d'assassiner Crystal Gray, témoin du meurtre de Kathleen Smith. Ils attaquent la mauvaise maison, dont l'habitant leur tire dessus. Pendant la fusillade, un Panther, Louis Johnson, est tué, et les deux autres s'enfuient. L'un des deux, Flores Forbes, fuit à Las Vegas avec l'aide de l'infirmier Nelson Malloy, un membre du parti. Le mois suivant, Malloy est retrouvé dans une tombe vide dans le désert, près de Las Vegas, paralysé du bas du corps en raison de blessures par balle dans la moelle épinière. Il affirme que Forbes et lui sont victimes d'une chasse à l'homme visant à éliminer tout témoin du meurtre de Crystal Gray. Après sa convalescence, il accuse les deux Black Panthers Rollin Reid et Allen Lewis d'avoir tenté de l'assassiner. Newton affirme ne jamais en avoir entendu parler, disant qu'il pourrait s'agir d'une action de membres du parti trop zélés.
Pendant le procès de Newton pour l'agression de Preston Callins, ce dernier change plusieurs fois de version puis dit qu'il ne sait pas qui l'a réellement agressé. Newton est acquitté en septembre 1978, mais condamné pour possession illégale d'arme à feu. Crystal Gray refuse de témoigner après sa tentative d'assassinat. Après deux procès à jury indécis, le cas Smith est abandonné.

### Dissolution du Black Panther Party
En 1982, Newton est accusé du détournement de 600 000 dollars d'aide publique destinée à l'Oakland Community School. Il décide alors de dissoudre le Black Panther Party. Il est innocenté de toutes les charges en mars 1989, après six ans de procédure, à l'exception du détournement d'un chèque de 15 000 dollars qu'il admet avoir encaissé pour son usage personnel. Il est condamné à six mois de prison et dix-huit mois de mise à l'épreuve.

### Mort
Le 22 août 1989, Newton est assassiné à Prescott (Oakland) (en), un quartier de l'ouest d'Oakland. Quelques jours plus tard est arrêté un certain Tyrone Robinson, récemment sorti de prison, qui avoue le meurtre et plaide la légitime défense, mais la police n'a trouvé aucune preuve que Newton portait une arme à feu sur lui. En 1991, Robinson est condamné pour meurtre avec une peine de sûreté de 32 ans minimum. Le motif supposé du meurtre est une promotion de Robinson au sein de la Black Guerrilla Family, un gang, afin de pouvoir vendre du crack,.
Les funérailles de Newton ont lieu à l'Allen Temple Baptist Church, dont il est un fidèle, 1 300 personnes s'y entassent à l'intérieur tandis que 500 à 600 autres doivent rester à l'extérieur du bâtiment. Le discours qui est prononcé met en avant les contributions de Newton au mouvement des droits civiques et notamment contre la pauvreté des enfants noirs. Son corps est incinéré et ses cendres enterrées au Cimetière Evergreen (en) à Oakland.

## Œuvres

### Thèse de doctorat
- Huey P. Newton, War Against The Panthers : A Study Of Repression In America, Harlem River Press (réimpr. 1982, 1996, 2000) (1re éd. 1980) (ISBN 9780863163319, lire en ligne),

### Anthologies et recueils de textes
- Huey P. Newton et Toni Morrison (dir.), To Die for the People : The Writings of Huey P. Newton, City Lights Publishers, éd. 2009 (réimpr. 1995, 1995, 2009) (1re éd. 28 janvier 1972), 248 p. (ISBN 9780872865297, lire en ligne),
- Huey P. Newton et J. Herman Blake (dir.) (préf. Frerika Newton), Revolutionary Suicide, New York, Penguin Classics, éd. 2009 (réimpr. 1995, 2009) (1re éd. 1973), 388 p. (ISBN 9780143105329, lire en ligne),
- Huey P. Newton, Le Suicide Révolutionnaire, Éditions Premiers Matins de Novembre, 2019.Préface de Amzat Boukari Yabara et Ahmad SA'ADAT
- Huey P. Newton (préf. Eldridge Cleaver), The Genius of Huey P. Newton, Awesome Records, 1er juin 1993, 35 p. (ISBN 9781564110671, lire en ligne),
- Huey P. Newton et David Hilliard & Donald Weise (dir.), The Huey P. Newton Reader, New York, Seven Stories Press, 7 mai 2002, 378 p. (ISBN 9781583224670, lire en ligne),

### Articles et manifestes
- « Essays from the Minister of Defense », Black Panther Party,‎ 1968, p. 23 pages (lire en ligne),
- Co-écrit avec Otto Rene Castillo & Jeff, « Counter-Attack », New Haven Panther Defense Committee,‎ 1er janvier 1970, p. 17 pages (lire en ligne),
- Co-écrit avec Walt Kelly, « Fatigue Press », Fatigue Press, N° 26,‎ 1er septembre 1970, p. 13 pages (OCLC 11179326, lire en ligne),
- « Gay Flames », Gay Flames, N°7,‎ 5 septembre 1970, p. 4 pages (lire en ligne),
- « Berkeley Tribe », Berkeley Tribe, Volume 4, Issue 86,‎ 12 mars 1971, p. 8 pages (ISSN 0005-9188, lire en ligne),
- Co-écrit avec Erik H. Erikson, « Armed Love », The American Poetry Review, Vol. 2, No. 4,‎ juillet / août 1973, p. 6, 8-10 (4 pages) (lire en ligne ),
- « A Citizens' Peace Force », Crime and Social Justice, No. 1,‎ printemps / été 1974, p. 36-39 (4 pages) (lire en ligne ),
- Co-écrit avec Robert Trivers, « « The Crash of Flight 90: Doomed by Self-Deception » », Science Digest,‎ novembre 1982[30]

## Postérité

### Musique
Tupac Shakur dit dans Changes : « 'It's time to fight back,' that's what Huey said. Two shots in the dark, now Huey's dead » (« Il est temps de répliquer, c'est ce que Huey a dit. Deux coups de feu dans l'obscurité, maintenant Huey est mort. »)
En 1998, la chanson Free Huey de The Boo Radleys parle des activités des Black Panthers à l'époque de Huey Newton.
Dead prez dit dans Propaganda, en 2000, « 31 years ago I would've been a Panther. They killed Huey cause they knew he had the answer. The views that you see in the news is propaganda » (« Il y a 31 ans j'aurais été un Panther. Ils ont tué Huey parce qu'ils s'avaient qu'il avait la réponse. Ce que vous voyez dans les médias est de la propagande. »). La fin de la chanson inclut également un extrait d'une interview de Newton.
En 2000, Dead prez dira aussi dans We Want Freedom « Tell me what you gon do to get free? We need more than MCs. We need Hueys, and revolutionaries » (« Dis-moi qu'est ce que tu vas faire pour être libre? Il nous faut plus que des MCs. Il nous faut des Hueys, et des révolutionnaires »).
En 2007, la chanson de Flobots Same Thing, dit : « Somewhere between prayer and revolution, Between Jesus and Huey P. Newton, That's where you find Jonny 5 shoot shootin', Water guns at the audience while ya scootin' ».
En 2012, le collectif LFKs présente un opera contemporain inspiré de Huey P. Newton mis en scène par Jean Michel Bruyère au Festival international d'art lyrique d'Aix-en-Provence. Une situation HUEY P. NEWTON est le deuxième volet de vitaNONnova, une série de créations scéniques et cinématographiques autour du Black Panther Party et de ses fondateurs.
En 2014, St. Vincent nomme une chanson de son album St. Vincent « Huey Newton ».
En 2015, la chanson de Bhi Bhiman (en) Up in Arms raconte la vie de Newton.
En 2016 dans le titre Musique nègre de Kery James, Lino et Youssoupha, Lino dit : « Comme Huey P. Newton calibré sur un trône en osier », et le clip s'inspire de cette fameuse photographie.

### Film et télévision
Le documentaire d'Agnès Varda sur les Black Panthers inclut plusieurs longues interview de Newton pendant son incarcération.
La série The Boondocks a pour personnage principal Huey Freeman, un révolutionnaire afro-américain de dix ans qui porte le prénom de Newton.
Une mini série The Big Cigar diffusée sur Apple tv+ en mai 2024 parle de sa fuite à Cuba.

## Pour approfondir

#### Notices dans des encyclopédies et manuels de références
- (en-US) Barbara C. Bigelow, Contemporary Black Biography, vol. 2, Detroit, Michigan, Gale Research, 6 avril 1992, 287 p. (ISBN 9780810385542, lire en ligne), p. 177-180,
- (en-US) Michael W. Williams (dir.), The African American Encyclopedia, vol. 4, Big Daddy Kane - Thomas Paul, Sr, New York, Cavendish Square Publishing, 1er mai 1993, 1219 p. (ISBN 9781854355492, lire en ligne), p. 1157-1160,
- (en-US) Mario Van Peebles, Ula Y. Taylor, J. Tanika Lewis, Melvin Van Peebles, Panther : The Pictorial History of the Black Panthers and the Story Behind the Film, New York, Newmarket Press, 1er avril 1995, 192 p. (ISBN 9781557042279, lire en ligne), p. 52-72,
- (en-US) Shelley Fisher Fishkin &  David Bradley (dir.), Encyclopaedia of Civil Rights in America, vol. 2. Equal Rights Amendment--Presidency, U.S, Armonk, état de New York, Sharpe Reference, 1er octobre 1997, 721 p. (ISBN 9780765680006, lire en ligne), p. 664-665,
- (en-US) Suzanne Michele Bourgoin, Encyclopedia Of World Biography, vol. 11, Michael-Orleans, Detroit, Michigan, Gale Research, 2 décembre 1997, 531 p. (ISBN 9780787622213, lire en ligne), p. 367-369,
- (en-US) Charles E. Jones (dir.), The Black Panther Party Reconsidered, Baltimore, Maryland, Black Classic Press, 10 février 1998, 527 p. (ISBN 9780933121966, lire en ligne), p. 157-176,
- (en-US) Rachel Kranz & Philip J. Koslow, The Biographical Dictionary of African Americans, New York, Facts on File, 1er mai 1999, 313 p. (ISBN 9780816039043, lire en ligne), p. 177-179,
- (en-US) R. Kent Rasmussen, The African American Encyclopedia, vol. 7. Nat-Ran, New York, Cavendish Square Publishing, 30 janvier 2001, 2100 p. (ISBN 9780761472155, lire en ligne), p. 1832-1835,
- (en-US) Colin A. Palmer (dir.), Encyclopedia Of African American Culture And History : The Black Experience In The Americas, vol. 4. M-P, Detroit, Michigan, MacMillan Reference Books, 15 décembre 2005, 1877 p. (ISBN 9780028658162, lire en ligne), p. 1649-1651,
- (en-US) Henry Louis Gates Jr. & Evelyn Brooks Higginbotham (dir.), African American National Biography, vol. 6. Moore, Lenny-Romain, New York, Oxford University Press, USA, 18 février 2008, 688 p. (ISBN 9780195160192, lire en ligne), p. 144-146,
- (en-US) Paul Finkelman, Encyclopedia of African American History, 1896 to the Present : From the Age of Segregation to the Twenty-First Century, vol. 3. J-N, New York, Oxford University Press, USA, 2 février 2009, 525 p. (ISBN 9780195167795, lire en ligne), p. 486-488,

#### Essais et biographies
- (en-US) Bobby Seale, Seize the Time : The Story of the Black Panther Party and Huey P. Newton, Baltimore, Maryland, Black Classic Press (réimpr. 1991, 1996) (1re éd. 1968), 452 p. (ISBN 9780933121300, lire en ligne),
- (en-US) Hugh Pearson, The Shadow of the Panther : Huey Newton and the Price of Black Power in America, Cambridge, Massachusetts, Da Capo Press (réimpr. 1995, 2012) (1re éd. 1994), 448 p. (ISBN 9780201483413, lire en ligne),

#### Articles
Les articles de JSTOR, sont librement accessibles à la lecture en ligne jusqu'à la concurrence de 99 articles par mois.
- (en-US) Errol A. Henderson, « The Lumpenproletariat as Vanguard? : The Black Panther Party, Social Transformation, and Pearson's Analysis of Huey Newton », Journal of Black Studies, Vol. 28, No. 2,‎ novembre 1997, p. 171-199 (29 pages) (lire en ligne )
- (en-US) Yohuru R. Williams, « In the Name of the Law : The 1967 Shooting of Huey Newton and Law Enforcement's Permissive Environment », Negro History Bulletin, Vol. 61, No. 2,‎ avril / juin 1998, p. 6-18 (13 pages) (lire en ligne ),
- (en-US) Robert Stanley Oden, « A Comparison of the Political Thought of Huey P. Newton and Osama Bin Laden », The Black Scholar, Vol. 37, No. 2,‎ été 2007, p. 53-60 (8 pages) (lire en ligne ),
- (en-US) Matthew W. Hughey, « The Pedagogy of Huey P. Newton: Critical Reflections on Education in His Writings and Speeches », Journal of Black Studies, Vol. 38, No. 2,‎ novembre 2007, p. 209-231 (23 pages) (lire en ligne ),
- (en-US) J. Herman Blake, « The Caged Panther: the Prison Years of Huey P. Newton », Journal of African American Studies, Vol. 16, No. 2,‎ juin 2012, p. 236-248 (13 pages) (lire en ligne ),
- (en-US) Joshua Anderson, « A Tension in the Political Thought of Huey P. Newton », Journal of African American Studies, Vol. 16, No. 2,‎ juin 2012, p. 249-267 (19 pages) (lire en ligne ),
- (en-US) Joe Street, « The Shadow of the Soul Breaker: Solitary Confinement, Cocaine, and the Decline of Huey P. Newton », Pacific Historical Review, Vol. 84, No. 3,‎ août 2015, p. 333-363 (31 pages) (lire en ligne ),
- (en-US) Brian P. Sowers, « The Socratic Black Panther: Reading Huey P. Newton Reading Plato », Journal of African American Studies, vol. 21, No. 1,‎ mars 2017, p. 26-41 (16 pages) (lire en ligne ),